# Debub Gondar
Debub Gondar är en zon i Etiopien.   Den ligger i regionen Amhara, i den centrala delen av landet, 300 km norr om huvudstaden Addis Abeba. Antalet invånare är 2 051 738.